# Range Rover Velar
Range Rover Velar är en SUV som den brittiska biltillverkaren Land Rover presenterade på Internationella bilsalongen i Genève i mars 2017.
Varianter:
| Modell | Årsmodell | Motor               | Cylindervolym | Effekt | Bränslesystem                      |
| ------ | --------- | ------------------- | ------------- | ------ | ---------------------------------- |
| D180   | 2018-20   | 4-cyl radmotor DOHC | 1999 cm³      | 180 hk | Common rail turbodiesel            |
| D240   | 2018-20   | 4-cyl radmotor DOHC | 1999 cm³      | 240 hk | Common rail turbodiesel            |
| P250   | 2018-20   | 4-cyl radmotor DOHC | 1997 cm³      | 250 hk | Direktinsprutning, turbo           |
| P300   | 2018-20   | 4-cyl radmotor DOHC | 1997 cm³      | 300 hk | Direktinsprutning, turbo           |
| D275   | 2018-20   | 6-cyl V-motor DOHC  | 2993 cm³      | 275 hk | Common rail turbodiesel            |
| D300   | 2018-20   | 6-cyl V-motor DOHC  | 2993 cm³      | 300 hk | Common rail turbodiesel            |
| P380   | 2018      | 6-cyl V-motor DOHC  | 2995 cm³      | 380 hk | Direktinsprutning, kompressor      |
| SV     | 2019-20   | 8-cyl V-motor DOHC  | 5000 cm³      | 550 hk | Direktinsprutning, kompressor      |
| D200   | 2021-     | 4-cyl radmotor DOHC | 1997 cm³      | 204 hk | Commonrail turbodiesel             |
| D300   | 2021-     | 6-cyl radmotor DOHC | 2996 cm³      | 300 hk | Commonrail turbodiesel             |
| P250   | 2021-     | 4-cyl radmotor DOHC | 1997 cm³      | 250 hk | Direktinsprutning, turbo           |
| P400e  | 2021-     | 4-cyl radmotor DOHC | 1997 cm³      | 404 hk | Direktinsprutning, turbo + elmotor |
| P400   | 2021-     | 6-cyl radmotor DOHC | 2996 cm³      | 400 hk | Direktinsprutning, turbo           |